# Beau comme un aéroport
Beau comme un aéroport (titre original : The Long Dark Tea-Time of the Soul) est le deuxième roman de la série Dirk Gently, détective holistique écrit par le romancier britannique Douglas Adams en 1988 puis publié en France en 2003 (traduction de Jean Rosenthal).

## Synopsis
Le dernier client de Dirk Gently, Geoffrey (ou Geoffroy) Anstey, qui se disait menacé par un monstre aux yeux verts armé d'une faux, est retrouvé décapité dans sa chambre fermée de l'intérieur.
Kate Schechter est blessée dans une explosion à l'aéroport d'Heathrow, à Londres, lors de laquelle a disparu l'ex-secrétaire de Dirk Gently, devenue hôtesse d'accueil à l'aéroport. Cette explosion a été causée par Thor, le dieu du Tonnerre, qui emmène Kate avec lui vers le Walhalla, pour un affrontement avec Odin, son père.

## Thèmes
- Thor et Odin, dieux de la mythologie nordique, ainsi que d'autres créatures fantastiques, sont confrontés à notre monde, dans le Londres d'aujourd'hui
- On trouve plusieurs liens avec Neverwhere de Neil Gaiman :
  - La secrétaire de M. Standish, directeur de l'hôpital Woodshead, s'appelle Mrs Mayhew, comme Richard Mayhew, le héros de Neverwhere
  - Les mendiants de Londres ont accès à une porte vers le Walhalla, le domaine des Dieux
- En 2001, Neil Gaiman reprendra le thème des dieux anciens (en particulier Odin) confrontés à la réalité contemporaine dans American Gods.

## Personnages
- Svlad Cjelli, alias Dirk Gently, détective holistique
- Kate Schechter, journaliste américaine vivant à Londres
- M. Odwin, ou Wodin, ou Odin, dieu des guerriers dans la mythologie nordique
- Thor, dieu du Tonnerre de la mythologie nordique
- Janice Smith, ou Pearth, ex-secrétaire de Dirk Gently
- Gilks, policier
- Sally Mills, infirmière
- Toe Rag,  assistant de Odin